# Mihelca
Mihelca je naselje v Občini Šmartno pri Litiji.